# Heroz4Hire
Heroz4Hire – trzeci solowy album amerykańskiego rapera Jeru the Damaja

## Lista utworów
1. "Supahuman Theme"
2. "Great Solar Stance"
3. "Verbal Battle"
4. "Bitchez Wit Dikz"
5. "Seinfeld"
6. "Renegade Slave"
7. "Presha"
8. "Superhumanz N Luv (Interlude)"
9. "Anotha Victim"
10. "Billie Jean (Safe Sex)"
11. "Blak Luv"
12. "What A Day"
13. "Miz Marvel"
14. "99.9%"